# Carmen Butta
Carmen Butta, née le 9 août 1962 à Milan, est une journaliste et une réalisatrice allemande d'origine italienne.

## Biographie
Carmen Butta est née à Milan, où elle a également grandi. À vingt-et-un ans, elle se rend à Hambourg pour étudier l'allemand. Depuis 1987, elle travaille en tant qu’autrice indépendante et réalise des documentaires pour Geo Television, le Spiegel, le magazine Stern, le Frankfurter Allgemeine Zeitung et le Süddeutsche Zeitung,,. Ses documentaires portent sur des sujets sociétaux variés tels que l'émancipation des femmes, la mafia, les personnes transsexuelles, et ce dans différents pays du monde, allant de la Bolivie, au Ghana, en Thaïlande ou encore en Arabie Saoudite,,.

## Filmographie
Parmi une liste non exhaustive :
- 1998 : Train d'enfer sur les nuages

- 1999 : Les femmes influentes de Juchitan
- 2000 : Casino des chefs
- 2001 : Les pêcheurs du Rio Negro
- 2001 : À l'envers - La vie volée du procureur général Scarpinato, ZDF
- 2003 : Silence, sang et honneur - La musique de la mafia, SWR
- 2006 : Churubamba, les footballeuses des Andes, 360 ° - reportage GEO sur Arte[7]
- 2007 : Les catcheuses de Mexico[8]
- 2013 : Gaza-Parkour : les Palestiniens volants, ZDF
- 2018 Lueurs d’espoir au Zimbabwe (Arte / Zdf) :
- 2018 Opiacés : les États-Unis en overdose, ZDF/Arte[9]

## Prix et distinctions
- 1997 : prix Egon Erwin Kisch, pour Das Wispern im Palazzo[10]
- 2010 : prix Adolf Grimme pour le reportage Die Bambusbahn von Kambodscha[1]